# Giuseppe Crispi
Giuseppe Crispi (ur. 30 lipca 1781 w Palazzo Adriano, zm. 10 września 1859) – włoski duchowny katolicki i grecysta, w latach 1836–1859 biskup tytularny Lampsaco. Z narodowości Arboresz.

## Życiorys
26 maja 1808 roku przyjął święcenia kapłańskie w obrządku bizantyjsko-włoskim. 14 kwietnia 1836 roku został nominowany na biskupa tytularnego Lampsaco, a 11 lipca tegoż roku udzielono mu sakry; pełnił funkcję biskupa do swojej śmierci w dniu 10 września 1859 roku.
Wykładał literaturę grecką na Uniwersytecie w Palermo, pełnił także funkcję rektora seminarium w Palermo. Autor pracy Memorie sulla lingua Albanese z 1831 roku.

## Upamiętnienie
Jego imieniem nazwano jedną z ulic w Palermo.